# Wax
Wax var en rockgruppe fra 80'erne, der bestod af Andrew Gold og Graham Gouldman. De blev mest kendt på numrene "Right Between the Eyes" og "Building a Bridge to Your Heart", der lå nr. 12 på den engelske hitliste.

## Diskografi
Album
- Magnetic Heaven US #101 (1986)
- American English UK #59 (1987)
- 100,000 in Fresh Notes (1988)

Singler
- "Ball and Chain" (1985)
- "Shadows of Love" (1986)
- "Right Between the Eyes" US #43 UK #60 (1986)
- "In Some Other World" (1986)
- "Building a Bridge to Your Heart" UK #12 (1987)
- "American English" (1987)
- "Anchors Aweigh" (1987)